# Simon V. Wecker
Simon V. Wecker (* 28. August 1505; † 28. Oktober 1540) war der vorletzte Graf von Zweibrücken-Bitsch.

## Leben
Simon V. Wecker wurde als ältester Sohn des Grafen Reinhard von Zweibrücken-Bitsch und  Lichtenberg (* um 1470; † 1532) und dessen Ehefrau Anna von Salm (* um 1480; † 1541) geboren.
Er hatte vier Geschwister: Sein Bruder Wilhelm (* 1507) wurde bereits im Alter von sieben Jahren Domherr zu Straßburg und spielte daher keine Rolle in der Erbfolge der Grafschaft. Der jüngste Bruder  Jabob (* 19. Juli 1510; † 22. März 1570) wurde daher sein Nachfolger. Daneben hatte Simon Wecker zwei Schwestern, Elisabeth (* 4. November 1504; † 8. März 1575) und Johanna (* 10. Juni 1517), die für das Erbe der Grafschaft nicht in Frage kamen, da diese ein Lehen des  Herzogtums Lothringen war, das nur in der männlichen Linie vererbt werden konnte.

### Das Erbe des Vaters
In der Grafschaft Zweibrücken-Bitsch galt ein im Jahre 1476 errichtetes Erbstatut, wonach jeder männliche Nachkomme einige Burgen erhielt, der älteste jedoch die Landesherrschaft und die  Hauptburg Bitsch. Außerdem durfte keiner der jüngeren Brüder heiraten, solange der älteste Bruder männliche, eheliche Nachkommen hatte oder erhoffen konnte.
Nach dem Tode des Grafen Reinhard im Jahre 1532 begann ein Streit um sein Erbe: Zunächst verwehrten die beiden Brüder gemeinsam ihrer Mutter mehrere Forderungen aus dem Nachlass und kamen ihren Verpflichtungen, ihr einen Witwensitz in  Burgaltdorf einzurichten, nur widerwillig nach, sodass mehrere Verwandte vermittelnd eingriffen, insbesondere Wilhelm von Hohnstein, Bischof von Straßburg.
Gemäß dem Erbstatut wurde Simon V. Wecker neuer Graf von Zweibrücken-Bitsch, aber es blieb noch festzulegen, wie die Burgen aus dem väterlichen Erbe unter den Brüdern aufgeteilt werden sollten. Zu diesem Zwecke gelobten Simon Wecker und Jakob zwar den Burgfrieden in der gemeinsamen Veste Lichtenberg, wurden danach aber schnell uneins und forderten schließlich – ungeachtet des Erbstatuts von 1476 – die Teilung sämtlicher Besitzungen der Familie. Während der zweijährigen Verhandlungen verwalteten die beiden Brüder die Grafschaft gemeinsam, bis sie am 24. Juli 1535 einen neuen Teilungsvertrag schlossen. Darin erhielt Simon Wecker Bitsch, Medelsheim, Ingweiler, Reichshofen, Wasenburg und Waldeck, Jakob erhielt Lemberg, Landeck, Lindelbol, Kleinarnoburg, Wörth, Bischofsheim und Brumath. Die Veste Lichtenberg, das Kupferbergwerk zu Görsdorf sowie die  Kastvogtei zu Ingweiler blieben im gemeinsamen Besitz der beiden Brüder.

### Heirat und Nachkommen
Simon Wecker heiratete im Jahre 1526 Barbara von Dun. Aus der Ehe gingen zwei Töchter hervor: Esther († 1542), die unverheiratet starb, und Amalie (* 1537; † 1577), die den Grafen Philipp I. zu  Leiningen-Westerburg (* 1527; † 1597) heiratete.
Nachdem der Teilungsvertrag von 1535 das Heiratsverbot für seinen Bruder Jakob aufgehoben hatte, heiratete dieser am 13. April 1536 Gräfin  Katharina von Hohnstein. Ein Jahr später wurde Jakobs Sohn Johann Friederich  geboren, verstarb aber bereits am 22. August 1538. Im Jahre 1540 wurde ihre Tochter  Ludovica Margaretha geboren, die 1560 den Grafen Philipp V. von Hanau-Lichtenberg (* 1541; † 1599) heiratete.

### Testament und Nachfolge
Am 7. Juli 1540 hinterlegte Simon Wecker sein Testament bei einem Notar in Hagenau. Darin bestimmte er folgendes: Falls er noch männliche Erben haben sollte, sollte der älteste Sohn die Grafschaft erhalten und heiraten dürfen, die anderen müssten ehelos bleiben. Andernfalls sollte sein Bruder Jakob alles erben, was nicht an weibliche Nachkommen vererbt werden kann, neben der Grafschaft also Städte, Schlösser, Land und Leute, die Mann- oder Stammlehen sind. Den Rest sollten seine beiden Töchter Esther und Amalia (unter Vormundschaft ihrer Mutter Barbara) erhalten.
Weniger als vier Monate später starb Simon V. Wecker am 28. Oktober 1540  im Alter von 35 Jahren und sein Bruder Jakob wurde Graf von Zweibrücken-Bitsch.